# 破繭邊緣
《破繭邊緣》（英語：Beyond Love）是香港電視廣播有限公司製作的時裝警匪劇集，於1992年6月8日首播，全劇共20集，監製梅小青。
此劇為李麗珍加入TVB後首部演出的電視劇，曾於2008年左右無綫星河頻道重播。2017年4月，參演此劇的演員、香港著名歌手黃翊於無綫電視製作的懷舊音樂節目《流行經典50年》中獻唱此劇主題曲《一世濃情》，觀眾反應熱烈。

## 簡介
《破繭邊緣》以对命运的控诉、对爱情的挣扎执着为主线，加强了令人感动的冲击。一对没有明天的爱侣，两段萦绕心间的恋痕，一场正邪与情义难择的内心交战。片中剧情铺陈紧凑，演员全力演出强烈的内心戏，观众很容易随着剧中人的情绪浮动而低回不已。
片中故事讲述李苏（陈美琪飾）及李苏弟（张兆辉飾）从小父母双亡，姐李苏在外工作供应其弟成长、求学，姐弟两相依为命，情感深厚。李苏在少年时即与阔少留心田（戴志偉飾）相恋，但因留家反对，两人于是相约私奔，可惜心田失约，李苏以为她移情别恋，而跳海自尽，幸得富商古瑞祥（胡枫飾）相救，并自此照顾李苏姐弟多年，他对李苏更暗中产生一份倾慕之情，而发展出一段微妙的忘年之恋。
苏弟为恐李苏担心，一直隐藏自己是卧底警探的身份，但他由于长期徘徊于生死边缘的压力下，痛苦不已，而欲脱离卧底生涯。但一直陪他出生入死，恋情坚笃的上司兼女友殷怡（杨宝玲飾），苦劝苏弟坚持下去才有升职希望，苏弟只有无奈地振作。
苏弟奉派接近犯罪集团首脑何龙的手下周宏（林保怡飾），并与周宏建立友情，他发觉周宏并非真正奸恶之徒，乃迫于环境，须照顾抚养弟妹，但其实周宏是一爱恨分明重情义之人。苏弟因利用周宏而感矛盾，其后又因追补线索时，意外枪伤周宏之妹周蜜（李麗珍飾），慊疚之馀，苏弟隐瞒身份照顾周蜜。其后知蜜自小身患绝症，由怜生爱，陷入殷怡及蜜的三角恋情中，不知从何抉择。另一方面，李苏终于被瑞祥之深情感动，答应其求婚，不料此时，昔日男友心田再度在李苏面前出现，经多番纠缠下，瑞祥心痛退出，李苏则再次陷入心田巧心布置的情网中。
苏弟一方面难以放下曾一同出生入死，对自己一往情深的殷怡，又对孤苦无依的周蜜深深爱恋，三人终于面对面爆发，好强好胜的殷怡苦苦追缠苏弟，而自卑的周蜜却黯然意欲退出，但苏弟终于鼓足了勇气选择最需要自己的周蜜，不料此时却得知蜜癌并复发而时日无多，苏弟对蜜之爱意更为浓烈。同时周宏出狱后本欲寻一正职，并为了替蜜筹措医药费，延长其生命，竟加入军火贩毒集团工作。
受到感情打击的殷怡，工作表现亦陷于低潮，此时她却接获追查军火集团的任务，更受到自台湾来港追查案的刑警沈明哲（曾伟权飾）之追求，但因为对苏弟旧情难忘未敢投入。在此同时苏弟查出军火贩毒集团真正的大首脑竟是心田，而首先要追捕的竟是周宏，再加上周蜜病情日益严重命在旦夕，一时令苏弟陷进爱情、亲情、正邪的对决苦境中......

## 演員
- 張兆輝 飾 李蘇弟
- 李麗珍 飾 周　蜜
- 楊寶玲 飾 程殷怡
- 陳美琪 飾 李　蘇
- 林保怡 飾 周　宏
- 黃　翊 飾 周　希
- 張鳳妮 飾 古燕芬
- 胡　楓 飾 古瑞祥
- 郭德信 飾 鍾Sir
- 羅　蘭 飾 六　姐
- 戴誌衛 飾 留心田
- 曾偉權 飾 沈明哲（客串）

## 電視節目的變遷
| 英屬香港 無綫電視翡翠台 星期一至五 19:30-20:30 | 英屬香港 無綫電視翡翠台 星期一至五 19:30-20:30 | 英屬香港 無綫電視翡翠台 星期一至五 19:30-20:30 |
| ---------------------------------------------- | ---------------------------------------------- | ---------------------------------------------- |
|                                                | 破繭邊緣 （1992.06.08 - 1992.07.03）           |                                                |
| 捉妖奇兵 （1992.05.11 - 1992.06.05）           | 龍影俠 （1992.07.06 - 1992.07.31）             |                                                |

| 加拿大 新時代電視1台 星期一至五 11:10-12:00 | 加拿大 新時代電視1台 星期一至五 11:10-12:00 | 加拿大 新時代電視1台 星期一至五 11:10-12:00 |
| ------------------------------------------- | ------------------------------------------- | ------------------------------------------- |
|                                             | 破繭邊緣 （2022.08.31 - 2022.09.27）        |                                             |
| 待查 （ - 2022.08.30）                      | 九反威龍 （2022.09.28 - 2022.10.25）        |                                             |

## 外部連結
- myTV：《破繭邊緣》重溫（已失效）
- 豆瓣电影上《破繭邊緣》的資料 （简体中文）